# 부룬디 총리
이 문서는 1961년부터 현재까지 부룬디의 총리를 나열한 문서이다. 총리직은 가장 최근에 1998년에 폐지되었고, 2020년에 알랭기욤 부뇨니의 임명으로 복권되었다.
왕국과 공화국 시기를 모두 포함하면 총 16명이 총리를 지냈으며, 한 명은 총리 권한대행을 맡았다. 또한, 피에르 은덴다망웨와 알빈 냐모야라는 두 사람이 두 번 연속적으로 복무했다.

## 같이 보기
- 부룬디의 대통령
- 부룬디의 부통령